# Qulin
Qulin és una població dels Estats Units a l'estat de Missouri. Segons el cens del 2008 tenia 479 habitants.

## Demografia
Segons el cens del 2000, Qulin tenia 467 habitants, 210 habitatges, i 120 famílies. La densitat de població era de 400,7 habitants per km².
Dels 210 habitatges en un 25,2% hi vivien nens de menys de 18 anys, en un 41,9% hi vivien parelles casades, en un 13,3% dones solteres, i en un 42,4% no eren unitats familiars. En el 40,5% dels habitatges hi vivien persones soles el 23,3% de les quals corresponia a persones de 65 anys o més que vivien soles. El nombre mitjà de persones vivint en cada habitatge era de 2,2 i el nombre mitjà de persones que vivien en cada família era de 2,98.
Per edats la població es repartia de la següent manera: un 25,1% tenia menys de 18 anys, un 5,1% entre 18 i 24, un 25,3% entre 25 i 44, un 23,8% de 45 a 60 i un 20,8% 65 anys o més.
L'edat mediana era de 40 anys. Per cada 100 dones de 18 o més anys hi havia 85,2 homes.
La renda mediana per habitatge era de 15.714 $ i la renda mediana per família de 19.250 $. Els homes tenien una renda mediana de 21.000 $ mentre que les dones 15.481 $. La renda per capita de la població era de 9.594 $. Entorn del 24,8% de les famílies i el 28,1% de la població estaven per davall del llindar de pobresa.

## Poblacions més properes
El següent diagrama mostra les poblacions més properes.